# Artjom Igorewitsch Malzew
Artjom Igorewitsch Malzew (russisch Артём Игоревич Мальцев; englisch Artem Maltsev; * 24. Mai 1993 in Nischni Nowgorod) ist ein russischer Skilangläufer.

## Werdegang
Malzew startete im Dezember 2009 erstmals in Krasnogorsk im Skilanglauf-Eastern-Europe-Cup und kam dabei auf den 125. Platz im Sprint und auf den 62. Rang über 15 km Freistil. Bei den Nordischen Junioren-Skiweltmeisterschaften 2010 in Hinterzarten errang er den 20. Platz im Skiathlon. Im folgenden Jahr gewann er beim Europäischen Olympischen Winter-Jugendfestival 2011 in Liberec die Silbermedaille im Sprint. Zudem wurde er Sechster über 7,5 km Freistil und Vierter über 10 km klassisch. Bei den Nordischen Junioren-Skiweltmeisterschaften 2012 in Erzurum holte er die Silbermedaille im Skiathlon und die Goldmedaille mit der Staffel. Über 10 km klassisch errang er den fünften Platz. Im folgenden Jahr gewann er bei den Nordischen Junioren-Skiweltmeisterschaften 2013 in Liberec im Skiathlon und über 10 km Freistil jeweils die Silbermedaille und mit der Staffel die Goldmedaille. Im Sprint wurde er Vierter. Bei den U23-Weltmeisterschaften 2014 im Fleimstal belegte er den 35. Platz über 15 km klassisch. In der Saison 2014/15 erreichte er in Werschina Tjoi mit dem dritten Platz über 10 km Freistil und dem ersten Rang im Sprint seine ersten Podestplatzierungen im Eastern-Europe-Cup und belegte zum Saisonende den zehnten Platz in der Gesamtwertung. Bei den U23-Weltmeisterschaften 2015 in Almaty kam er auf den 30. Platz im Skiathlon und auf den neunten Rang im Sprint. Im folgenden Jahr errang er bei den U23-Weltmeisterschaften 2016 in Rasnov den 51. Platz über 15 km Freistil und den 28. Platz im Sprint. Im Skilanglauf-Weltcup debütierte er im Februar 2017 in Pyeongchang. Dabei belegte er zusammen mit Nikita Krjukow den dritten Platz im Teamsprint. Ende März 2018 wurde er in Syktywkar russischer Meister im 50-km-Massenstartrennen.
In der Saison 2018/19 belegte Malzew den zweiten Platz über 15 km Freistil beim Eastern-Europe-Cup in Krasnogorsk, den dritten Rang zusammen mit Gleb Retiwych im Teamsprint in Dresden und holte in Ulricehamn mit der Staffel seinen ersten Weltcupsieg. Zudem gewann er in Dresden mit dem 19. Platz im Sprint seine ersten Weltcuppunkte. Bei den Nordischen Skiweltmeisterschaften 2019 in Seefeld in Tirol kam er auf den 17. Platz im Sprint. Nach Platz 20 beim Ruka Triple zu Beginn der Saison 2019/20, lief er bei der Tour de Ski 2019/20 auf den neunten Platz und bei der Skitour auf den 24. Rang und erreichte damit den 20. Platz im Gesamtweltcup. Zu Beginn der Saison 2020/21 holte er in Ulrichen zwei Siege im Alpencup und erreichte in Davos mit dem dritten Platz über 15 km Freistil seine erste Podestplatzierung im Weltcupeinzel. Bei der Tour de Ski 2021 wurde er mit fünf Top-Zehn-Platzierungen, darunter Platz zwei im Verfolgungsrennen in Val Müstair, Fünfter in der Tourwertung. Beim Saisonhöhepunkt, den Nordischen Skiweltmeisterschaften in Oberstdorf, gewann er die Silbermedaille mit der Staffel und errang dort zudem den fünften Platz über 15 km Freistil. Zum Saisonende kam er im Engadin auf den sechsten Platz im 15-km-Massenstartrennen und auf den 27. Rang in der Verfolgung und erreichte abschließend den zehnten Platz im Distanzweltcup und den fünften Rang im Gesamtweltcup. Ende März 2021 wurde er in Tjumen russischer Meister über 15 km Freistil. Nach Platz drei in der Verfolgung in Ruka und Rang zwei mit der Staffel in Lillehammer zu Beginn der Saison 2021/22, kam er bei der Tour de Ski 2021/22 auf den 16. Platz und errang zum Saisonende den 22. Platz im Gesamtweltcup. Beim Saisonhöhepunkt, den Olympischen Winterspielen 2022 in Peking, wurde er Neunter im Skiathlon, Fünfter im Sprint und Vierter im 50-km-Massenstartrennen.

## Erfolge

### Weltcupsiege im Team
| Nr. | Datum           | Ort        | Disziplin            |
| --- | --------------- | ---------- | -------------------- |
| 1.  | 27. Januar 2019 | Ulricehamn | 4 × 7,5 km Staffel 1 |

### Siege bei Continental-Cup-Rennen
| Nr. | Datum             | Ort            | Disziplin       | Serie              |
| --- | ----------------- | -------------- | --------------- | ------------------ |
| 1.  | 16. November 2011 | Werschina Tjoi | Sprint Freistil | Eastern Europe Cup |
| 2   | 24. Februar 2018  | Kononowskaja   | 15 km Freistil  | Eastern Europe Cup |
| 3.  | 5. Dezember 2020  | Ulrichen       | Sprint Freistil | Alpencup           |
| 4.  | 6. Dezember 2020  | Ulrichen       | 15 km Freistil  | Alpencup           |

## Teilnahmen an Weltmeisterschaften und Olympischen Winterspielen

### Olympische Spiele
- 2022 Peking: 4. Platz 50 km Freistil Massenstart, 5. Platz Sprint Freistil, 1. Platz Teamsprint klassisch, 9. Platz 30 km Skiathlon

### Nordische Skiweltmeisterschaften
- 2019 Seefeld in Tirol: 17. Platz Sprint Freistil
- 2021 Oberstdorf: 2. Platz Staffel, 5. Platz 15 km Freistil

## Platzierungen im Weltcup

### Weltcup-Statistik
Die Tabelle zeigt die erreichten Platzierungen im Einzelnen.
- 1.–3. Platz: Anzahl der Podiumsplatzierungen
- Top 10: Anzahl der Platzierungen unter den ersten zehn
- Punkteränge: Anzahl der Platzierungen innerhalb der Punkteränge
- Starts: Anzahl gelaufener Rennen in der jeweiligen Disziplin
- Hinweis: Bei den Distanzrennen erfolgt die Einordnung gemäß FIS.

| Platzierung               | Distanzrennen a | Distanzrennen a | Distanzrennen a | Distanzrennen a | Distanzrennen a | Skiathlon Verfolgung | Sprint | Etappen- rennen b | Gesamt | Team   | Team    |
| Platzierung               | ≤ 5 km          | ≤ 10 km         | ≤ 15 km         | ≤ 30 km         | > 30 km         | Skiathlon Verfolgung | Sprint | Etappen- rennen b | Gesamt | Sprint | Staffel |
| ------------------------- | --------------- | --------------- | --------------- | --------------- | --------------- | -------------------- | ------ | ----------------- | ------ | ------ | ------- |
| 1. Platz                  |                 |                 |                 |                 |                 |                      |        |                   |        |        | 1       |
| 2. Platz                  |                 |                 |                 |                 |                 | 1                    |        |                   | 1      |        | 1       |
| 3. Platz                  |                 |                 | 1               |                 |                 | 1                    |        |                   | 2      | 2      |         |
| Top 10                    |                 | 1               | 5               |                 |                 | 4                    | 3      | 2                 | 15     | 4      | 3       |
| Punkteränge               |                 | 2               | 21              |                 | 1               | 9                    | 16     | 5                 | 54     | 5      | 3       |
| Starts                    |                 | 2               | 22              |                 | 1               | 10                   | 20     | 5                 | 60     | 5      | 3       |
| Stand: Saisonende 2021/22 |                 |                 |                 |                 |                 |                      |        |                   |        |        |         |

### Weltcup-Gesamtplatzierungen
| Saison  | Gesamt | Gesamt | Distanz | Distanz | Sprint | Sprint |
| Saison  | Punkte | Platz  | Punkte  | Platz   | Punkte | Platz  |
| ------- | ------ | ------ | ------- | ------- | ------ | ------ |
| 2018/19 | 49     | 76.    | –       | –       | 49     | 38.    |
| 2019/20 | 404    | 20.    | 197     | 20.     | 48     | 40.    |
| 2020/21 | 604    | 5.     | 298     | 10.     | 126    | 11.    |
| 2021/22 | 280    | 22.    | 200     | 14.     | 20     | 59.    |